# SSR Reisen
Der Schweizerische Studentenreisedienst, auch SSR Reisen, war eine Schweizer Genossenschaft, die 1962 aus dem Auslandsamt des Verbands Schweizerischer Studentenschaften entstand, mit dem Ziel, Studenten Reisen und Aufenthalte im In- und Ausland zu ermöglichen.

## Geschichte
Als studentische Selbsthilfeorganisation gegründet, wurde «SSR Reisen» bis in die Mitte der 1970er Jahre zu einem Unternehmen mit mehr als 30 Millionen Franken Jahresumsatz und gegen 80 festangestellten Mitarbeitern. 1978 erhielt «SSR Reisen» eine Unternehmensverfassung. «SSR-Reisen» bot Sportreisen, Pauschal- und Gruppenreisen, Sprachkurse, Workshops, «Eurotrain» sowie SSR-eigene Hotels an.

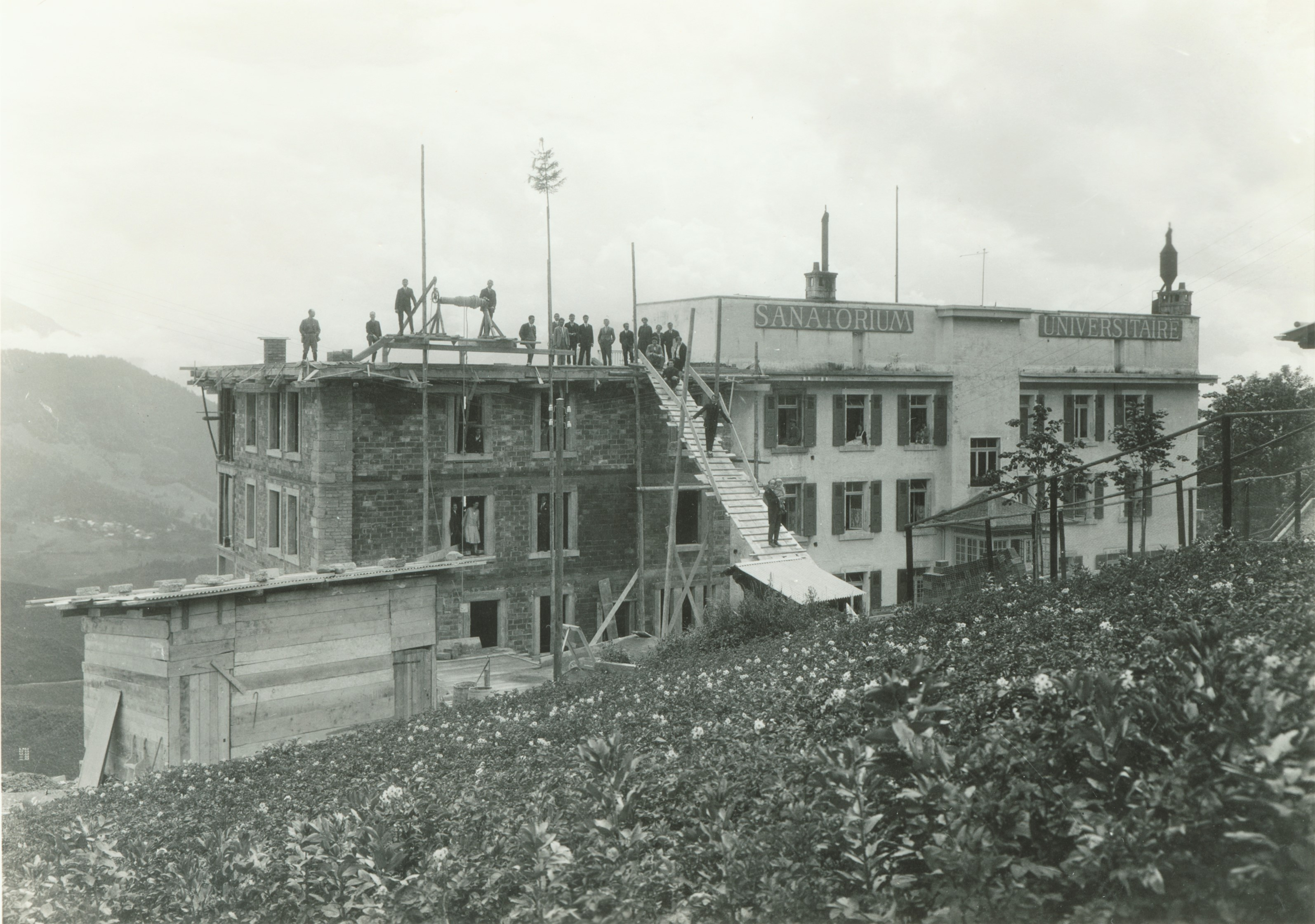
SSR-Hotel Universitaire Leysin

Der SSR führte die «Sundecker-Reisen» mit offenen Reisebussen und «Eurotrek Reisen». in Europa ein. Der SSR hatte in den besuchten Ländern keine eigene Betriebsbewilligung, sondern arbeitete mit lokalen Partnern. Daher stand zum Beispiel auf dem Bus in Griechenland «Dolphin Line», «Gerassimos Patelaros» oder «Zeus Tours».
Der SSR betrieb in den 1970er und 1980er Jahren eine eigene Hotelkette in der Schweiz: Dazu gehörten das Hotel Adler Adelboden, das Hotel Bonetti Andermatt, das Lager «Untere Alberti» bei Davos, die Hotels Terminus, Schiabach und Bolgenschanze Davos, das ehemalige Sanatorium Hotel Universitaire Leysin, das Touristenhotel Luzern, die Pension Soldanella und das Hotel Chesa Selfranga Klosters, die Hotels Bellaval, Terminus und Stille in St. Moritz, das Hotel Quellenhof Scuol und das Hotel Belvédère Wengen. Das Hotel Universitaire in Leysin diente auch der SSR-Reiseleiterausbildung.
Das Reisemagazin „'s Reisefieber“ erschien vierteljährlich.
In den 1990er Jahren hatte «SSR Reisen» über 250 Mitarbeiter, 15 Filialen sowie mehr als 120 Millionen Franken Umsatz. Durch schwierige wirtschaftliche Verhältnisse gegen Ende der 1990er Jahre und eine knappe Eigenkapitalbasis war «SSR-Reisen» 1998 gezwungen, mit «STA Travel» zu kooperieren: «Die SSR Reisen AG» wurde gegründet, von der 60 % der Aktien an «STA Travel» verkauft wurden; die Firma hiess fortan «SSR-Travel AG».
Im Jahr 2000 verkaufte die Genossenschaft die verbleibenden 40 % Beteiligung, brachte das Genossenschaftsvermögen in die Schweizerische Stiftung für Solidarität im Tourismus ein und löste sich in der Folge auf. 2003 wurde das ehemals grösste selbstverwaltete Unternehmen der Schweiz liquidiert. Das Archiv der Genossenschaft Schweizerischer Studentenreisedienst befindet sich im Schweizerischen Sozialarchiv. Der Bestand umfasst Papierunterlagen, Fotografien und Videos.